# (50) Virginia
(50) Virginia ist ein Asteroid des mittleren Hauptgürtels, der am 4. Oktober 1857 vom US-amerikanischen Astronomen James Ferguson am Old Naval Observatory in Washington, D.C. entdeckt wurde. Der Asteroid wurde unabhängig davon ein weiteres Mal am 19. Oktober 1857 vom deutschen Astronomen Karl Theodor Robert Luther an der Sternwarte Düsseldorf entdeckt.
Zwei mögliche Interpretationen dieses Namens sind veröffentlicht. Er bezieht sich möglicherweise auf Verginia, das berühmte römische Mädchen, das von ihrem Vater, dem Centurio Lucius Verginius, erstochen wurde, um sie 448 v. Chr. vor dem Decemvir Appius Claudius zu retten. Der Name könnte auch eine Anspielung auf den an den Entdeckungsort angrenzenden Staat Virginia sein.

## Wissenschaftliche Auswertung
Aus Ergebnissen der IRAS Minor Planet Survey (IMPS) wurden 1992 Angaben zu Durchmesser und Albedo für zahlreiche Asteroiden abgeleitet, darunter auch (50) Virginia, für die damals Werte von 99,8 km bzw. 0,04 erhalten wurden. Radarastronomische Untersuchungen am Arecibo-Observatorium vom 12. bis 14. Januar 2001 bei 2,38 GHz ergaben einen effektiven Durchmesser von 100 ± 13 km. Eine Auswertung von Beobachtungen durch das Projekt NEOWISE im nahen Infrarot führte 2011 zu vorläufigen Werten für den Durchmesser und die Albedo im sichtbaren Bereich von 100,0 km bzw. 0,04. Nachdem die Werte nach neuen Messungen mit NEOWISE 2012 auf 87,4 km bzw. 0,05 korrigiert worden waren, wurden sie 2014 auf 84,1 km bzw. 0,05 geändert. Nach der Reaktivierung von NEOWISE im Jahr 2013 und Registrierung neuer Daten wurden die Werte 2016 angegeben mit 72,1 oder 77,8 km bzw. 0,05, diese Angaben beinhalten aber hohe Unsicherheiten.
Eine spektroskopische Untersuchung von 820 Asteroiden zwischen November 1996 und September 2001 am La-Silla-Observatorium in Chile ergab für (50) Virginia eine taxonomische Klassifizierung als Caa- bzw. Ch-Typ.
Photometrische Beobachtungen des Asteroiden erfolgten erstmals am 9. Januar 1975 am Observatorium Kvistaberg in Schweden. Dabei konnte aber keine Rotationsperiode bestimmt werden. Bei weiteren Beobachtungen vom 3. bis 5. Dezember 1978 am Table Mountain Observatory in Kalifornien war dies ebenso der Fall, es wurde hier nur ein Schätzung von mindestens einem Tag genannt. Bei neuen Beobachtungen vom 17. bis 29. September 1995 an einem privaten Observatorium in Texas konnte dies aber nicht bestätigt werden, denn aus der gemessenen Lichtkurve wurde nun eine Rotationsperiode von 17,88 h abgeleitet. Eine weitere Messung erfolgte auch in diesem Zeitraum vom 24. August bis 30. Oktober 1995 am Charkiw-Observatorium in der Ukraine und am La-Silla-Observatorium. Die aufgezeichnete Lichtkurve war allerdings zu keiner der vorigen Angaben einer Periode kompatibel, stattdessen wurde für die Rotationsperiode ein Wert von 14,31 h bestimmt.
Am Organ Mesa Observatory in New Mexico gab es mehrere Kampagnen zur photometrischen Beobachtung von (50) Virginia. Eine erste Beobachtungsreihe erfolgte vom 4. September bis 17. Oktober 2008. Aus den Messungen während neun Nächten konnte eine detaillierte Lichtkurve aufgezeichnet werden, mit der dann eine eindeutige und zuverlässige Bestimmung der Rotationsperiode zu 14,315 h gelang. Dieser Wert konnte durch weitere Messungen vom 30. Mai bis 3. Juli 2016 mit einem Resultat von 14,320 h bestätigt werden. Um mehr Daten zur Berechnung eines Gestaltmodells für den Asteroiden zu liefern, gab es eine dritte Beobachtungsreihe vom 23. Dezember 2017 bis 3. Februar 2018. Dieses Mal wurde die Rotationsperiode zu 14,318 h bestimmt, während eine doppelt so große Periode mit hoher Wahrscheinlichkeit ausgeschlossen wurde. Schließlich gab es am Organ Mesa Observatory noch Beobachtungen vom 11. April bis 6. Mai 2019 und vom 5. bis 26. Mai 2020, die Werte von 14,313 h bzw. 14,312 h lieferten.
In einer Untersuchung von 2020 wurde dann mit der Methode der konvexen Inversion aus den archivierten Lichtkurven der Jahre 1995 bis 2020 in Verbindung mit weiteren Daten des United States Naval Observatory (USNO) in Arizona ein dreidimensionales Gestaltmodell des Asteroiden erstellt. Außerdem konnten zwei alternative Lösungen für die Position der Rotationsachse mit prograder Rotation und einer Periode von 14,3123 h errechnet werden.
Auch von der italienischen Amateur Astronomers Union (UAI) gab es mehrere Kampagnen zur Bestimmung der Rotationsperiode von (58) Concordia: Aus photometrischen Beobachtungen vom 23. April bis 23. Juni 2020 an zwei verschiedenen Observatorien in Italien konnte eine Rotationsperiode von 9,895 h bestimmt werden. Im Jahr 2023 wurde aus photometrischen Messungen von Gaia DR3 erneut ein dreidimensionales Gestaltmodell des Asteroiden für zwei alternative Rotationsachsen mit prograder Rotation und einer Periode von 14,3107 h berechnet.
Abschätzungen von Masse und Dichte für den Asteroiden (50) Virginia aufgrund von gravitativen Beeinflussungen auf Testkörper ergaben in einer Untersuchung von 2012 eine Masse von etwa 2,31·1018 kg, was mit einem angenommenen Durchmesser von etwa 99 km zu einer Dichte von 4,49 g/cm³ führte bei keiner Porosität. Diese Werte besitzen eine Unsicherheit im Bereich von ±30 %.